# L'hereu Riera (Víctor Mora)
|  | Per a altres significats, vegeu «L'hereu Riera». |

L'hereu Riera és una glossa popular en tres actes i nou quadres, original de Víctor Mora i Francesc Oliva, estrenada al teatre Romea de Barcelona, la vetlla del 7 d'abril de 1928.
L'acció té lloc en plena invasió francesa. Els papers protagonistes del repartiment de l'estrena van anar a càrrec dels actors Maria Vila, Pius Daví i Alexandre Nolla, entre d'altres. L'escenografia va ser obra de Joan Morales i l'Esbart Català de Dansaires va interpretar la dansa que porta el mateix nom.